# Гетто в Ясене (Могилёвская область)
Гетто в Я́сене (лето 1941 — 2 марта 1942) — еврейское гетто, место принудительного переселения евреев деревни Ясень Осиповичского района Могилёвской области и близлежащих населённых пунктов в процессе преследования и уничтожения евреев во время оккупации территории Беларуси войсками нацистской Германии в период Второй мировой войны.

## Оккупация Ясеня и создание гетто
Деревня Ясень была захвачена немецкими войсками в конце июня 1941 года.
Эвакуироваться бо́льшая часть евреев не смогла или не успела. А некоторые не бежали, потому что не могли поверить слухам о зверствах нацистов в отношении евреев.
Сразу после оккупации евреям запретили выходить без нашитых на верхнюю одежду жёлтых лат и ежедневно использовали на принудительных работах. Затем немцы, реализуя нацистскую программу уничтожения евреев, организовали в местечке гетто, оставив евреев жить в своих домах. В январе 1942 года, наслышавшись об массовых убийствах евреев в других местах, они попытались бежать, но почти сразу были остановлены немцами. После этого немцы и полицейские переселили всех в несколько стоящих рядом домов.

## Уничтожение гетто
Расстреляли евреев в километре от станции Ясень, в лесу, 2 (12) марта 1942 года. Мужчинам приказали выкопать яму шириной несколько метров, глубиной 2 метра и длиной около 16 метров. Затем обречённых людей загоняли в яму, клали лицом вниз и расстреливали. «Полицаи» хватали у края ямы следующих жертв и укладывали их на тела уже расстрелянных. Многие были только ранены, но и их засыпали землёй.
Во время этой «акции» (таким эвфемизмом нацисты называли организованные ими массовые убийства) сумел убежать только один человек — Коваль Мота. Потом он воевал в партизанском отряде.

## Память

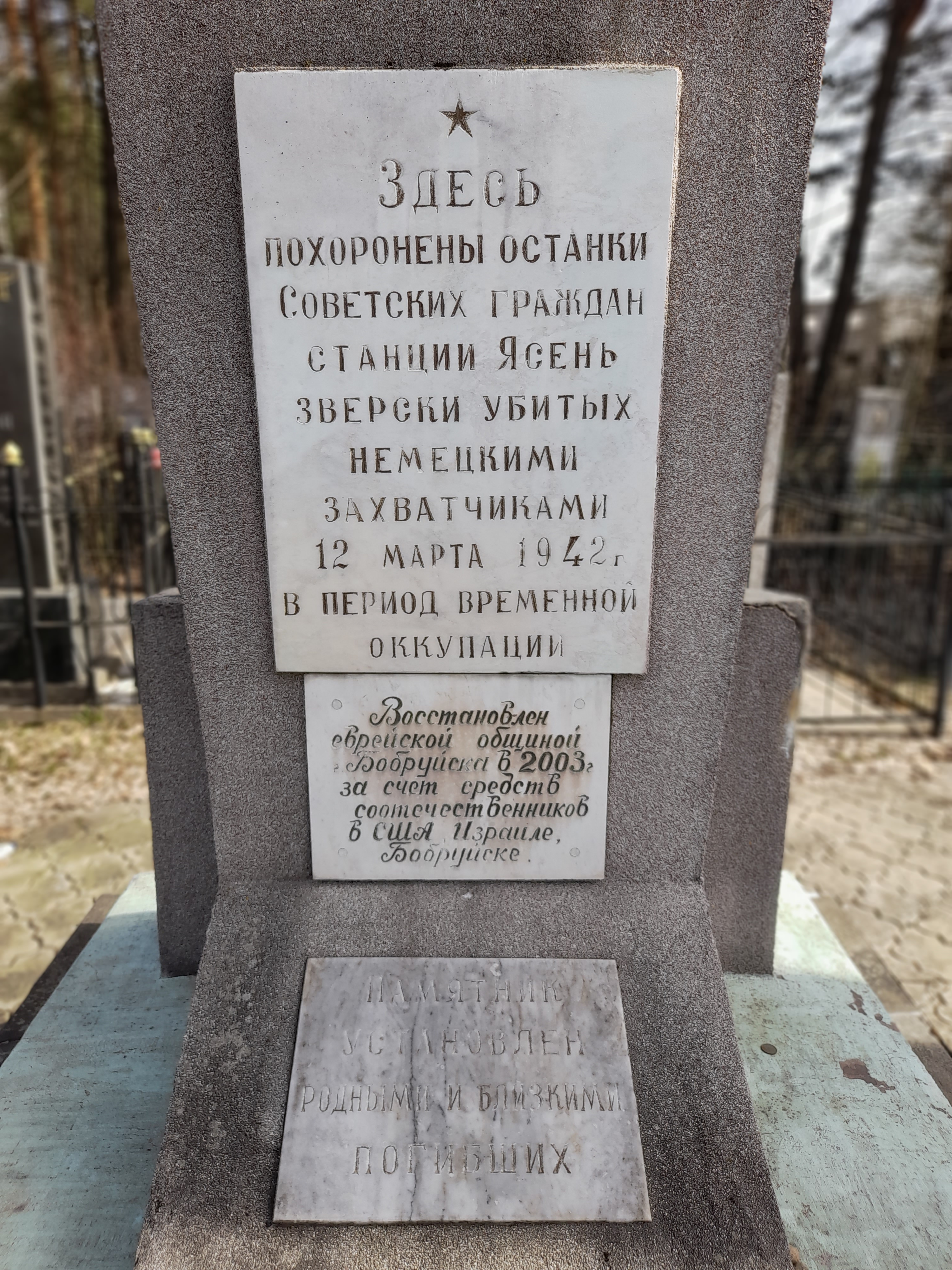
Надпись на памятнике на месте перезахоронения

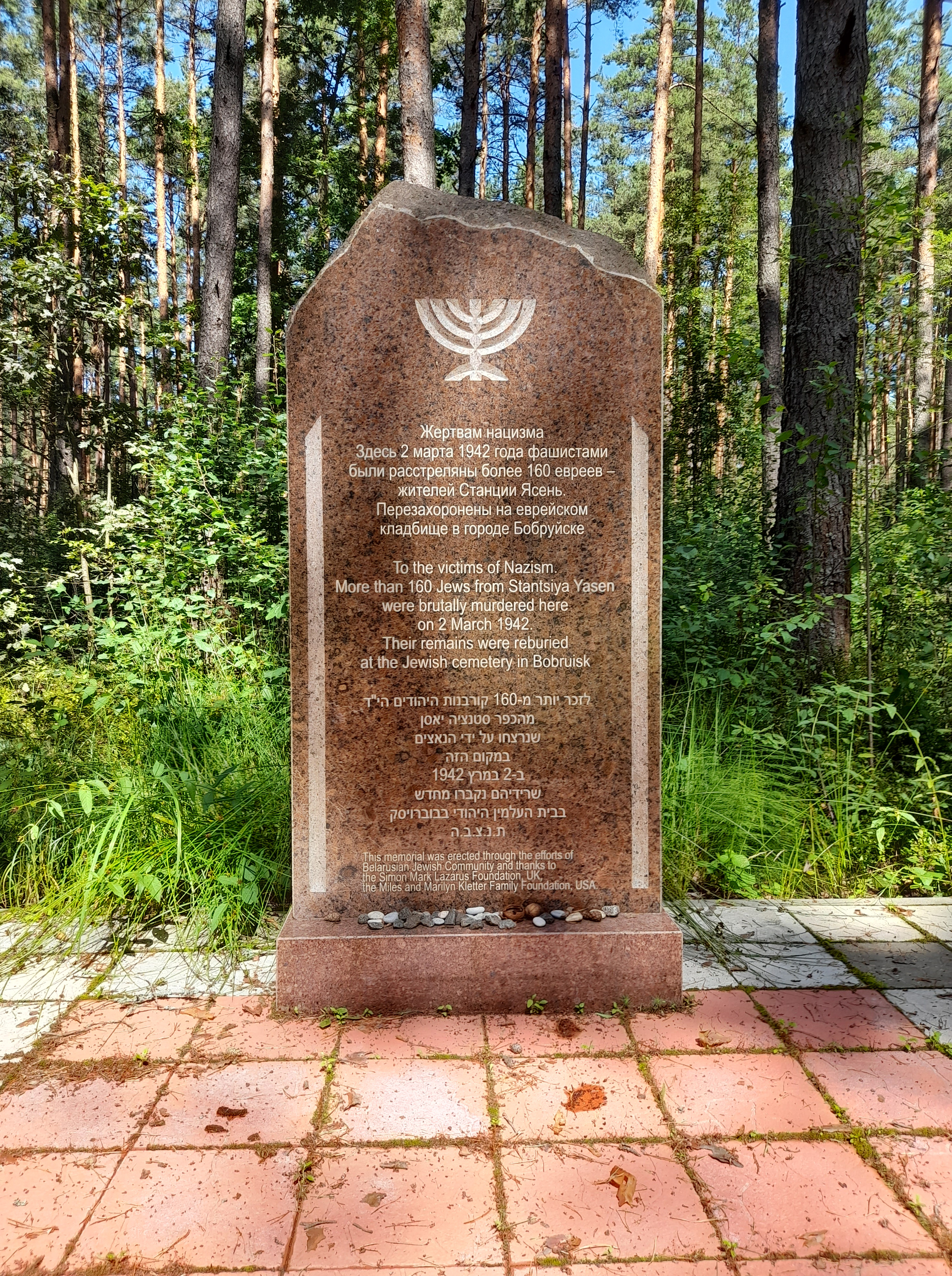
Новый памятник на месте расстрела

По данным музея Яд Вашем, в Ясене были убиты 144 (141) еврея. Опубликованы неполные отрывочные списки ясеневских жертв геноцида.
В 1967 году родственники погибших евреев выкопали останки погибших, вывезли их в Бобруйск и там перезахоронили. Само место расстрела обнесли железной оградой и установили памятник с надписью на белорусском языке: «Мирным жителям посёлка Ясень, погибшим от фашистских оккупантов 2 марта 1942 года». В ноябре 2021 года на этом месте был установлен новый памятник.

## Комментарии
1. ↑  В русском языке за служащими коллаборационистских полицейских органов закрепилось разговорное уничижительное название полица́й (во множественном числе — полица́и).